# Tysklands nya förbundsländer
Tysklands nya förbundsländer (tyska: neue Länder) är de fem förbundsländer som bildades i enlighet med en lag, Ländereinführungsgesetz, antagen av Östtysklands parlament (Volkskammer) den 22 juli 1990. Samtidigt upplöstes 14 av Östtysklands distrikt (Bezirke). I lagen bestämdes först att de nya förbundsländerna skulle bildas den 14 oktober 1990, men eftersom avtalet för Tysklands återförening skulle komma att verkställas redan den 3 oktober 1990, fick lagtexten korrigeras med det nya datumet.

## De fem nya förbundsländerna
De fem nya förbundsländerna är:
- Brandenburg
- Mecklenburg-Vorpommern
- Sachsen
- Sachsen-Anhalt
- Thüringen

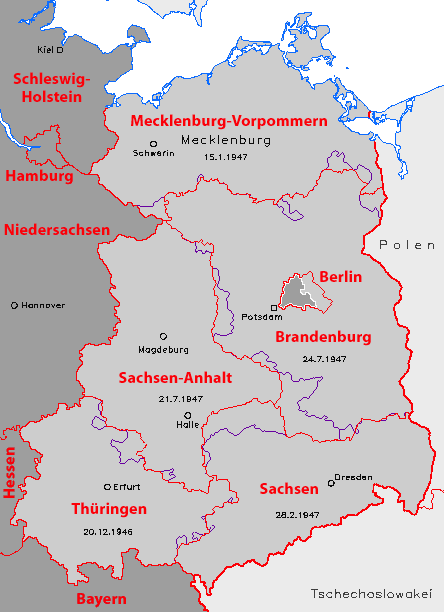
De nya förbundsländerna i Tyskland som de skapades 3 oktober 1990 med röda gränslinjer. Med violetta gränslinjer visas liknande delstater som fanns 1945–1952.

Östberlin anslöt sig också till Förbundsrepubliken Tyskland, genom sammanslagning med Västberlin till förbundslandet Berlin.
I avtalet om Tysklands återförening används Beitrittsgebiet som en gemensam beteckning för alla dessa områden, det vill säga de fem nya förbundsländerna plus Östberlin.
Några orter, som nu (2020) tillhör kommunerna Amt Neuhaus och Bleckede (endast delar öster om floden Elbe), övergick den 30 juni 1993 från distriktet Hagenow (Kreis Hagenow) i  Mecklenburg-Vorpommern till distriktet Lüneburg (Landkreis Lüneburg) i Niedersachsen.

## Historia
Liknande delstater (några betecknade som provinser), med ungefär samma gränser, hade bildats redan i juli 1945, efter beslut av militäradministrationen i den Sovjetiska ockupationszonen i Tyskland. De fem delstaterna avskaffades dock 1952, i samband med en administrativ reform igångsatt av Östtysklands statsbärande parti SED, och 15 distrikt, inklusive Östberlin, bildades.
Kort efter bildningen av de nya förbundsländerna 1990, fick de enligt återföreningsavtalet administrativ hjälp från förbundsländerna i landets västra del. Mellan 1990 och 1995 var cirka 35 000 västtyska ämbetsmän aktiva i de nya förbundsländerna för att hjälpa till med uppbyggandet av deras förvaltningar.
De nya förbundsländerna har ingen gemensam administration, men deras ministerpresidenter och Berlins regerande borgmästare träffas med jämna mellanrum på konferenser.